# 茨城県立土浦第二高等学校
茨城県立土浦第ニ高等学校（いばらきけんりつつちうらだいにこうとうがっこう）は、茨城県土浦市立田町に所在する公立高等学校。

## 概要
略称は「土浦二高（つちうらにこう）」、通称は「二高（にこう）」または「土二（つちに）」。
1903年（明治36年）に創立した「茨城県立土浦高等女学校」を前身とする。茨城県立の高等女学校では水戸高等女学校（現在の水戸第二高等学校の前身）に次いで2番目に設立された。1948年（昭和23年）の学制改革で新制高等学校に改組され、現在の「茨城県立土浦第二高等学校」が成立。新制高校となってからも長らく女子校であったが、1994年（平成6年）より男子生徒の受け入れを開始し、男女共学校となる。2020年（令和2年）時点での生徒の男女比率は男子生徒が約45％、女子生徒が約55％である。

### 教育方針
目指す学校像
1. 個々の学力の伸長と進路希望の実現を図る学校
2. 豊かな感性や道徳的実践力を高める学校
3. 保護者や地域に信頼される開かれた学校

このほか、「夢探し！夢づくり!!そして、夢のゴールへ!!!」をスローガンとしている。

### 校風・校則
茨城県の県立高等学校の中では創立年が古い伝統校ということもあり、規律や礼儀を重んじる校風である。一方で、文化祭をはじめとする学校行事は生徒による自主的な企画・運営によって行われる。
主な校則
- 制服着用が必須で、靴下や髪留め、上着等は型や色の指定がある。
- 化粧や頭髪の染色は禁止である。
- 携帯電話は授業中や考査中を除いて使用が認められている。
- 生徒のアルバイトは原則として許可されない。

### 通学者
土浦市出身の生徒が多いが、隣接するつくば市出身の生徒も土浦市と同程度もしくはそれ以上に多い。これは、つくば市が土浦市を超える人口を抱えているのに対して、市内に県立高校が少ないためである。つくば市以外では、牛久市、石岡市、かすみがうら市、阿見町、小美玉市からの通学者が多い。また、笠間市や水戸市、取手市といった遠方からの通学者も僅かながら存在する。

### 同窓会
「尚絅同窓会」と称する。「尚絅」は中庸の「衣錦尚絅」（訓読：錦を衣て絅を尚ふ。／現代語訳：錦の上には、絅〈薄い衣〉を羽織っている。）を由来とし、「君子の道は人目につかないで、日に日にその真価を表してくること」を意味する。

## 沿革
土浦第二高校の沿革は以下の通りである。
旧制高等女学校時代
- 1903年（明治36年）5月1日 - 「茨城縣立土浦高等女學校」として創立。修業年限4年。当初は新治郡土浦町前川町（現在の土浦市中央二丁目、筑波銀行本店隣）の旅館を仮校舎として使用していた。
- 1905年（明治38年）
  - 3月 - 現在地に移る。なお、移転前の当地には茨城県立土浦中学校（現在の土浦第一高等学校の前身）が存在した。
  - 4月 - 修学年限2年の技芸専修科を付設
- 1911年（明治44年）4月 - 技芸専修科を廃止、修業年限3年の実科を付設
- 1913年（大正2年）5月 - 創立10周年、記念館新築
- 1920年（大正9年）3月 - 実科を廃止
- 1921年（大正10年）10月 - 本館に2階建6教室増築
- 1923年（大正12年）4月 - 校章制定
- 1926年（大正15年）4月 - 同窓会で1か年修了の専攻部を設置
- 1929年（昭和4年）12月 - 西運動場完成
- 1935年（昭和10年）4月 - 専攻部を廃止、1か年修了の補修科を併設
- 1943年（昭和18年）4月 - 補修科を廃止、専攻科を設置
- 1946年（昭和21年）4月 - 専攻科を廃止、本科5年制となる。
- 1947年（昭和22年）4月 - 学校改革により、併設中学校を設置

新制高等学校
- 1948年（昭和23年）4月 - 学制改革により、新制高校「茨城県立土浦第二高等学校」発足。全日制普通科・全日制家政科・定時制普通科の3課程となる。
- 1949年（昭和24年）3月 - 併設中学校を廃止
- 1950年（昭和25年）4月 - 筑波郡北条町（筑波町を経て、現在のつくば市）に定時制普通科の分校を設置（名称：茨城県立土浦第二高等学校北条分校、以下・北条分校）。
- 1954年（昭和29年）11月 - 創立50周年記念式挙行、講堂兼体育館竣工、校訓・校歌制定
- 1957年（昭和32年）4月 - 北条分校の定時制を廃止、全日制普通科設立
- 1958年（昭和33年）4月 - 本校の定時制を廃止。全日制普通科・全日制家政科の2課程となる。
- 1959年（昭和34年）11月 - 第3号館特別教室（芸術科、理科、視聴覚教室）増改築工事竣工
- 1961年（昭和36年）4月 - 北条分校が独立し、茨城県立筑波高等学校となる。
- 1963年（昭和38年）2月 - 永久校舎第2号館（家政科教室）竣工
- 1964年（昭和39年）4月 - 第4号館普通科教室及び保健室、音楽室竣工
- 1965年（昭和40年）11月 - 創立60周年記念式典挙行
- 1966年（昭和41年）6月 - 水泳プール竣工
- 1970年（昭和45年）10月 - 永久校舎第1号館（普通教室・管理室）竣工
- 1971年（昭和46年）10月 - 第4号館を図書室、礼法室等に改築
- 1973年（昭和48年）10月 - 創立70周年記念式典挙行、現体育館竣工
- 1981年（昭和56年）
  - 3月 - 永久校舎特別教室棟竣工
  - 10月 - 第3号館解体
- 1983年（昭和58年）10月 - 創立80周年記念式典挙行
- 1984年（昭和59年）1月 - 中庭にブロンズ像「瑤彩の譜」（作：一色邦彦）をたてる。
- 1993年（平成5年）11月 - 創立90周年記念式典挙行、記念モニュメント「であい」（作：六崎敏光）をたてる。
- 1994年（平成6年）4月 - 男女共学推進モデル校に指定される。
- 1995年（平成7年）3月 - 推薦入学実施
- 1996年（平成8年）4月 - 男女共学推進校の指定に伴い、新校訓制定。
- 1997年（平成9年）1月 - 第4号館解体
- 1998年（平成10年）3月 - あゆな会館竣工
- 2001年（平成13年）
  - 1月 - 校舎改築に伴い第1・第2号館解体、全学年プレハブ校舎で授業
  - 4月 - 家政科募集停止
- 2002年（平成14年）6月 - 現校舎竣工
- 2003年（平成15年）
  - 3月 - 家政科廃止。全日制普通科の1課程のみとなる。
  - 11月 - 創立100周年記念式典挙行、創立百周年記念碑設置、応援歌制定
- 2006年（平成18年）6月 - 普通教室に冷暖房を整備
- 2013年（平成25年）11月 - 創立110周年記念式典挙行、校章ステンドグラス・校歌レリーフ設置
- 2018年（平成30年）3月 - 水泳プール改修工事竣工
- 2019年（平成31年/令和元年）
  - 3月 - 海外研修プログラム開始
  - 9月 - 第74回国民体育大会本大会「いきいき茨城ゆめ国体」の水球競技が本校プールで開催
- 2023年（令和5年）
  - 3月 - 体育館に階段昇降機設置、校内通路のバリアフリー化を実施
  - 6月 - 本館B棟にエレベーター設置
  - 11月 - 創立120周年記念式典挙行、創立120周年記念キャラクター（作：羽賀翔一）制定
- 2024年（令和6年）5月 - 文部科学省の高等学校DX加速化推進事業（DXハイスクール）採択校に指定

## 教育課程

### 設置課程・学科
- 全日制課程 普通科

過去
- 全日制課程 家政科（1948年 - 2003年）
- 定時制課程 普通科（1948年 - 1958年）

現在設置しているのは全日制普通科の1課程のみである。かつては家政科を有していたが、2001年（平成13年）より新入生の募集を停止し、2003年（平成15年）をもって廃止された。

### 教育の特色
1年生は共通の科目を学び、2年生以降は文型・理型の2つのコースに分かれる。文理選択の上で、希望する進路に応じて科目を選べる科目選択制を採用している。
課外授業が多く、平日課外（朝課外・放課後課外）に加え、補充的な学習のための土曜講座や、長期休業課外を実施している。
卒業生の受験結果の統計データや、学習面における生徒へのアドバイスなどを記した「進路ナビゲーター」と呼ばれる冊子を毎年度作成しており、進路指導に活用している。

### 卒業生の進路
ほとんどの生徒が大学進学を希望する。2024年度（令和6年度）は延べ150名が国公立大学に、1049名が私立大学に合格した（過年度卒業生を含む）。大学別では茨城大学が66名、筑波大学が12名、茨城県立医療大学が12名の合格者である（いずれも県内の大学）。

## 校章・校訓・校歌・応援歌

### 校章
旧制高等女学校時代の1923年（大正12年）4月に制定された。校章の中心部に桜花と亀甲形（六角形）、その左右に水の流れを配し、それらを円で囲んだデザインである。桜花と水の流れは土浦市内を流れる桜川に、亀甲形は亀城（土浦城）に因み、外円は円満をかたどり、高潔と美を象徴している。

### 校訓
- 「明・悠・和」（1996年〈平成8年〉4月制定）

旧校訓
- 「あかるく・ゆかしく・なごやかに」（1954年〈昭和29年〉11月制定）
1996年（平成8年）の男女共学推進校の指定を契機に、現在の校訓に改められた[7]。
学校施設や文化祭の名称などに使われている「あゆな」は、この頭文字から採られている。

### 校歌
1954年（昭和29年）11月に制定された。作詞は百田宗治、作曲は石井歓。歌詞に旧校訓が織り込まれている。

### 応援歌
- 土浦二高応援歌「天高く」
創立100周年を記念し、2003年（平成15年）11月に制定された。作詞は滑川義一、作曲は坂田麻衣と津久井枝里香、補作曲・編曲は在原豊[9]。

## 施設
普通教室のある本館、特別教室棟、体育館、あゆな会館（セミナーハウス）などから構成される。現在の本館は2002年（平成14年）6月に竣工した、地上4階建て（一部3階建て）のRC造の建物である。全ての普通教室に冷暖房が完備されている。
観覧席を備えた全長50メートルのプールを有しており、日本水泳連盟の公認を受けている（種別は水球）。公認プールを有する高等学校は茨城県内では唯一の例であり、全国でも15例しかない。2019年（令和元年）の茨城国体開催に先立ち、2018年（平成30年）3月に改修工事が完了し、現在の形となった。同連盟の定める基準に適合するため、水深は最深部で2mとなる（安全上の理由から、学校の水泳授業では水深の深い場所は使用されない）。2019年（令和元年）9月13日から同月16日にかけて、第74回国民体育大会本大会「いきいき茨城ゆめ国体」の水球競技が開催された。

## 学校行事
以下は、2024年（令和6年）時点での年間スケジュールである。
- 4月：始業式、入学式
- 5月：生徒総会、歩く会（3年に1度実施）
- 6月：文化祭「あゆな祭」
- 7月：海外研修プログラム
- 9月 ：スポーツ大会、生徒会役員選挙、前期終業式
- 10月：キャリアガイダンス（1年生）、芸術鑑賞会（1年生）、修学旅行（2年生）、ワンデーカレッジ（2年生）
- 11月：文化講演会（3年に1度実施）
- 3月：卒業式、終業式

## 委員会活動・部活動など
毎年変化しているため現在は廃部廃会になっているものもある（以下は2024年〈令和6年〉現在）。

### 委員会
- 図書委員会
- 視聴覚委員会
- 風紀委員会
- 保健委員会
- 新聞委員会
- 環境美化委員会

- 安全委員会
- 集会委員会
- 体育委員会
- 選挙管理委員会
- 応援委員会

### 部活動
部活動が活発であり、全校生徒の約8割が加入している。
運動部
- バレーボール部
- バスケットボール部
- バドミントン部
- 剣道部
- 卓球部
- 少林寺拳法部
- 弓道部
- 創作舞踊部

- ハンドボール部
- 陸上競技部
- サッカー部
- 硬式野球部
- 水泳部（競泳・水球）
- ソフトテニス部
- テニス部

文化部
- 箏曲部
- 写真部
- 書道部
- 美術部
- 吹奏楽部
- 漫画研究・文芸部

- 合唱部
- 茶道部
- 地学部
- 演劇部
- 国際交流部

### その他
あゆな祭執行部
文化祭「あゆな祭」の効率的な運営を目的として、2022年（令和4年）より設立された組織。それまで生徒会が主体となっていた文化祭運営の役割を代わりに担うことで、生徒会の負担を軽減している。

## アクセス
最寄りの鉄道駅
- 常磐線土浦駅西口より徒歩20分（1.8km）

最寄りのバス停
- 関東鉄道バス「土浦二高前」バス停より徒歩0分
- 関東鉄道バス「亀城公園前」バス停より徒歩5分
- 関東鉄道バス「田中一丁目」バス停より徒歩10分

## 著名な出身者
- 小林トミ - 市民運動家、画家
- 高野史緒 - 小説家、第58回江戸川乱歩賞受賞
- 岡野玲子 - 漫画家
- 森井ケンシロウ - 漫画家・Flashアニメーター
- 小林じんこ - 漫画家
- 折原みと - 漫画家、小説家
- 羽賀翔一 - 漫画家
- 安藤真理子 - 土浦市長、元茨城県議会議員
- 須藤玲子 - テキスタイルデザイナー
- 峯澤典子 - 詩人
- 堂込麻紀子 - 参議院議員
- 丘和巳 - 宝塚歌劇団76期生
- 酒井香奈 - 画家

## 書籍
- 『水道の蛇口から追う霞ヶ浦の水質―21年の歩み―』（茨城県立土浦第二高等学校化学部編、STEP、2003年2月25日発行[14]）